# 5033 Mistral
5033 Mistral eller 1990 PE är en asteroid i huvudbältet som upptäcktes den 15 augusti 1990 av den belgiske astronomen Eric W. Elst vid Haute-Provence-observatoriet. Den är uppkallad efter den franske nobelpristagaren Frédéric Mistral.
Asteroiden har en diameter på ungefär 9 kilometer och den tillhör asteroidgruppen Koronis.